# Frise, Somme

Frise este o comună în departamentul Somme, Franța. În 1 ianuarie 2022 avea o populație de 176 de locuitori.